# Gmina Banovići
Gmina Banovići (bośn. Općina Banovići) – gmina w Bośni i Hercegowinie, w kantonie tuzlańskim. W 2013 roku liczyła 22 773 mieszkańców.